# Петровская, Раиса Никифоровна
Раиса Никифоровна Петровская (бел. Раіса Нічыпараўна Пятроўская, 13 сентября 1913, д. Петровцы, Полоцкий район, Витебская область — 1990) — полевод, Герой Социалистического Труда (1949).

## Биография
В 1922 году поступила в семилетнюю школу, находившуюся в д. Венцевое Полоцкого района.
С 1931 года — полевод, звеньевая по выращиванию льна в колхозе «Чекист». С 1944 года работала в колхозах «Красный треугольник», имени Кирова, в 1953—1964 годах — звеньевой по выращиванию льна в колхозе «Герой труда» Полоцкого района.
Звание Героя Социалистического Труда присвоено 27 марта 1949 года за получение высоких урожаев льна. Депутат Верховного Совета БССР 3-5 созывов в 1951—1959 годах.
Похоронене на кладбище деревни Мышчана Полоцкого района Витебской области (Республика Беларусь).

## Награды
- Герой Социалистического Труда (1949)
- Орден Ленина